# Papaver aculeatum
Papaver aculeatum là một loài thực vật có hoa trong họ Anh túc. Loài này được Thunb. mô tả khoa học đầu tiên năm 1794.